# Théry Schir
Théry Schir (Losanna, 18 febbraio 1993) è un ex pistard e ciclista su strada svizzero, due volte medaglia d'argento europea e una volta bronzo mondiale nell'americana.

## Palmarès

### Pista
- 2011

Campionati europei, Americana Junior (con Stefan Küng)
Campionati svizzeri, Inseguimento a squadre (con Olivier Beer, Damien Corthésy e Cyrille Thièry)
- 2012

Campionati svizzeri, Americana (con Cyrille Thièry)
- 2013

GP Velodromes Romands, Corsa a punti (Aigle)
GP Velodromes Romands, Scratch (Aigle)
Campionati europei, Inseguimento a squadre Under-23 (con Tom Bohli, Stefan Küng e Frank Pasche)
- 2014

GP Velodromes Romands, Corsa a punti (Aigle)
Campionati svizzeri, Omnium
Sei giorni delle Rose, Under-23 (con Gaël Suter)
Campionati europei, Inseguimento a squadre Under-23 (con Tom Bohli, Stefan Küng e Frank Pasche)
Trois Jours d'Aigle (con Tristan Marguet)
- 2015

Campionati svizzeri, Omnium
GP Velodromes Romands, Corsa a punti (Aigle)
Campionati europei, Omnium Under-23
Campionati europei, Americana Under-23 (con Frank Pasche)
Campionati svizzeri, Americana (con Stefan Küng)
- 2017

Sei giorni delle Rose, Omnium
- 2018

Sei giorni delle Rose, Corsa a punti
Campionati svizzeri, Corsa a punti
Campionati svizzeri, Scratch
Quattro giorni di Ginevra (con Tristan Marguet)
- 2019

Campionati svizzeri, Corsa a punti
Campionati svizzeri, Scratch
Campionati svizzeri, Americana (con Robin Froidevaux)
Track Cycling Challenge, Omnium (Grenchen)
- 2020

Trois Jours d'Aigle, Americana (con Robin Froidevaux)
Campionati svizzeri, Americana (con Robin Froidevaux)
- 2021

Campionati svizzeri, Omnium
Campionati svizzeri, Americana (con Robin Froidevaux)
Sei giorni delle Rose, Corsa a punti

### Strada
- 2013 (EKZ Racing, due vittorie)

2ª tappa Tour de Nouvelle-Calédonie
Classifica generale Tour de Nouvelle-Calédonie
- 2014 (EKZ Racing, una vittoria)

Campionati svizzeri, Prova a cronometro Under-23
- 2015 (BMC Development Team, una vittoria)

Campionati svizzeri, Prova a cronometro Under-23

#### Altri successi
- 2012

Criterium Affoltern am Albis Under-23
- 2013 (EKZ Racing)

Schwarzhäusern
Cronosquadre La Brèvine
Prologo Tour de Nouvelle-Calédonie (Tadine, cronosquadre)
- 2014 (EKZ Racing)

Grand Prix Sälipark
Grand Prix de Soultz-sous-Forêts
Cronosquadre La Brèvine

## Piazzamenti

### Competizioni mondiali
- Campionati del mondo su pista

Montichiari 2010 - Inseg. a squadre Junior: 8º
Mosca 2011 - Inseguimento a squadre Junior: 5º
Mosca 2011 - Corsa a punti Junior: 4º
Mosca 2011 - Americana Junior: 5º
Cali 2014 - Inseguimento a squadre: 6º
Cali 2014 - Corsa a punti: 9º
Cali 2014 - Americana: 3º
St-Quentin-en-Yv. 2015 - Inseguimento a squadre: 6º
St-Quentin-en-Yv. 2015 - Americana: 12º
Londra 2016 - Inseguimento a squadre: 9º
Londra 2016 - Americana: 4º
Berlino 2020 - Omnium: 15º
Berlino 2020 - Americana: 8º
- Campionati del mondo su strada

Copenaghen 2011 - Cronometro Junior: 29º
Copenaghen 2011 - In linea Junior: 35º
Ponferrada 2014 - Cronometro Under-23: 15º
Ponferrada 2014 - In linea Under-23: 65º
Richmond 2015 - Cronometro Under-23: 8º
Richmond 2015 - In linea Under-23: 98º
- Giochi olimpici

Rio de Janeiro 2016 - Inseguimento a squadre: 7º
Tokyo 2020 - Inseguimento a squadre: 8º
Tokyo 2020 - Omnium: 7º
Tokyo 2020 - Americana: 7º

### Competizioni europee
- Campionati europei su pista

Anadia 2011 - Inseg. a squadre Junior: 4º
Anadia 2011 - Corsa a punti Junior: 2º
Anadia 2011 - Americana Junior: vincitore
Anadia 2012 - Inseguimento a squadre Under-23: 2º
Anadia 2012 - Scratch Under-23: 2º
Anadia 2012 - Americana Under-23: 6º
Panevėžys 2012 - Inseguimento a squadre: 4º
Panevėžys 2012 - Corsa a punti: 12º
Anadia 2013 - Inseg. a squadre Under-23: vincitore
Anadia 2013 - Corsa a punti Under-23: 2º
Anadia 2013 - Americana Under-23: 2º
Anadia 2014 - Inseg. a squadre Under-23: vincitore
Baie-Mahault 2014 - Inseguimento a squadre: 5º
Baie-Mahault 2014 - Corsa a punti: 6º
Baie-Mahault 2014 - Americana: 8º
Atene 2015 - Inseg. a squadre Under-23: 2º
Atene 2015 - Omnium Under-23: vincitore
Atene 2015 - Americana Under-23: vincitore
Grenchen 2015 - Inseguimento a squadre: 2º
Grenchen 2015 - Americana: 11º
Glasgow 2018 - Inseguimento a squadre: 2º
Glasgow 2018 - Americana: 8º
Apeldoorn 2019 - Inseguimento a squadre: 4º
Apeldoorn 2019 - Americana: 7º
- Campionati europei su strada

Olomouc 2013 - Cronometro Under-23: 46º
Olomouc 2013 - In linea Under-23: ritirato
Nyon 2014 - Cronometro Under-23: 17º
Nyon 2014 - In linea Under-23: 93º
Tartu 2015 - Cronometro Under-23: 38º
Tartu 2015 - In linea Under-23: 13º
Plumelec 2016 - Cronometro Elite: 26º
- Giochi europei

Minsk 2019 - In linea: 11º